# Zulfugarli (Kelbajar)
Zulfugarli ou Zouar (Armenian: Զուար) est un village de la région de Kelbajar en Azerbaïdjan.

## Histoire
En 1993-2020, Zulfugarli était sous le contrôle des forces armées arméniennes. Le 25 novembre 2020, sur la base d'un accord trilatéral entre l'Azerbaïdjan, l'Arménie et la Russie en date du 10 novembre 2020, la région de Kelbajar, y compris le village de Zulfugarli, a été restituée sous le contrôle de l'Azerbaïdjan. 

## Géographie
Le village est situé à environ 1 500 mètres d'altitude sur la rive de la rivière Tutkhun. Il est situé à 32 km de la ville de Kelbajar.